# Aldrovanda rugosa
Aldrovanda rugosa (лат.) — вид ископаемых травянистых растений рода Альдрованда (Aldrovanda) семейства Росянковые (Droseraceae). Вид известен по окаменелым семенам из плейстоценовых отложений в Белоруссии.
Вид описан из нижнеплейстоценовых отложений близ д. Миколаево Ивьевского р-на Гродненской области.

## Ботаническое описание
Семена 1,13-1,25X1,0-1,05 мм, отношение длины к ширине равно 1,2-1,4, эллипсоидные, симметричные, раздутые, с вмятинами и морщинами на боках. На апикальном конце заострены, халазовый бугорок невысокий, 25-50 мкм. Горлышко 50-100 мкм, в основании косо срезано, сочленяется с корпусом семени под углом 135-146° у типового экземпляра, до 136-167° у других. Рафе заметно вдоль всего семени, особенно выступает вблизи халазы. Ячейки поверхности преимущественно правильные, 6-угольные, сотовидные, четкие, 18,6-29,3 мкм, выпуклозападающие (таблетчатые), угловые ямки маленькие, диаметром 0,7-2,7 мкм, нерегулярные.
Семенная кожура трехслойная: эпидерма 71-85 мкм, субэпидерма 85-100 мкм, эндотелиальный слой пленчатый, коричневый, с правильными 6-угольными ячейками. 

## Распространение
Вид был распространен в плейстоцене Западной Белоруссии. Известно 6 семян из раннеплейстоценовых отложений близ д. Миколаево Ивьевского р-на Гродненской области и 1 семя из разреза Мотоль (ранний или средний плейстоцен).

## Эволюция
A. rugosa, по всей видимости, относится к потомкам среднемиоценового вида A. eleanorae. Ветвь, в основе которой находится A. rugosa, отделилась от основного ствола секции Aldrovanda в раннем плейстоцене. Эта ветвь, судя по всему, является тупиковой в эволюции видов секции Aldrovanda.